# شکارچیان روح: افترلایف
شکارچیان روح: افترلایف (به انگلیسی: Ghostbusters: Afterlife) یک فیلم کمدی فراطبیعی آمریکایی محصول سال ۲۰۲۱ به کارگردانی جیسون رایتمن است که فیلمنامه آن را با گیل کنان نوشته‌است. در این فیلم کری کون، فین ولفهارد، مکینا گریس، پل راد، لوگان کیم و سلست اوکانر به ایفای نقش می‌پردازند، در حالی که بیل مری، دن اکروید، ارنی هادسون، آنی پاتس و سیگورنی ویور نقش‌های خود را از فیلم اصلی بازی می‌کنند. این فیلم دنباله فیلم‌های شکارچیان روح (۱۹۸۴) و شکارچیان روح ۲ (۱۹۸۹) به کارگردانی پدر رایتمن، ایوان رایتمن، و چهارمین فیلم از مجموعه فیلم شکارچیان روح است. داستان فیلم که ۳۲ سال پس از وقایع شکارچیان روح ۲ اتفاق می‌افتد، یک مادر مجرد و دو فرزندش را به تصویر می‌کشد که به شهر کوچکی در اکلاهما نقل مکان می‌کنند، جایی که آنها ارتباط خود را با شکارچیان روح و میراث مخفی پدربزرگشان کشف می‌کنند.
سومین فیلم شکارچیان روح از زمان شکارچیان روح ۲ در حال ساخت بود، اما به دلیل امتناع موری از اجرای آن متوقف شد. در نهایت، به شکارچیان روح: بازی ویدئویی تبدیل شد که دن آیکروید اصرار داشت که «در اصل سومین فیلم» است. پس از مرگ هارولد رامیس یکی از بازیگران فیلم در سال ۲۰۱۴، سونی یک ریبوت نسخهٔ زنانه به کارگردانی پال فیگ را تولید و در سال ۲۰۱۶ منتشر شد. پس از اینکه فیلم فیگ جنجال برانگیخت و از نظر تجاری شکست خورد، جیسون رایتمن دنباله ای برای فیلم‌های اصلی ساخت. بازیگران جدید تا ژوئیهٔ ۲۰۱۹ و بازیگران فیلم اصلی دو ماه بعد معرفی شدند. این کتاب پس از مرگ به رامیس تقدیم شده‌است که از او در تیتراژ پایانی یاد می‌شود. فیلمبرداری از ژوئیه تا اکتبر ۲۰۱۹ انجام شد.
شکارچیان روح: افترلایف در ۲۳ اوت ۲۰۲۱، در جریان رویداد سینماکان ۲۰۲۱ در لاس وگاس، بدون اعلام قبلی به نمایش درآمد. پس از چهار بار تأخیر از تاریخ اولیه ژوئیه ۲۰۲۰ به دلیل دنیاگیری کووید-۱۹ بر سینما، در ۱۹ نوامبر ۲۰۲۱ در ایالات متحده منتشر شد. این فیلم نقدهای متفاوتی از سوی منتقدان دریافت کرد، آنها اجراها، کارگردانی رایتمن، تقدیم به رامیس و لحن نوستالژیک را تحسین کردند، اما از فیلمنامه و سرویس هواداران انتقاد کردند. این فیلم با بیش از ۲۰۴ میلیون دلار فروش در سراسر جهان به دهمین فیلم پرفروش ۲۰۲۱ در ایالات متحده تبدیل شد.

## بازیگران
- کری کون در نقش کالی اسپنگلر: مادر جدا شده فیبی و تروور و دختر مرحوم دکتر اگون اسپنگلر.[۳][۴][۵]
- فین ولفهارد در نقش تروور اسپنگلر: پسر کالی، برادر فیبی و نوه اگون.[۳][۴][۵]
- مککنا گریس در نقش فیبی اسپنگلر: دختر کالی، خواهر تروور و نوه اگون.[۳][۴][۵]
- پل راد در نقش گری گروبرسون: معلم علوم مدرسه تابستانی فیبی و پادکست، که تخصص علمی او زلزله‌شناسی با دانشی در تاریخ، فرهنگ و ماوراءالطبیعه است. او یک طرفدار شکارچیان روح و یک فراروانشناس آماتور است.[۳][۵]
- لوگان کیم در نقش پادکست: همکلاسی فیبی.[۵]
- سلست اوکانر در نقش لاکی دومینگو: همکار تروور و معشوق.[۵]
- بیل مری در نقش دکتر پیتر ونکمن[۳][۶]
- دن اکروید در نقش دکتر ریموند «ری» استانتز[۷]
- ارنی هادسون در نقش دکتر وینستون زدمور[۵][۷]
- آنی پاتس در نقش جانین ملنیتس[۵][۸]
- سیگورنی ویور در نقش دانا بارت[۹]
- بوکیم وودبین[۵]در نقش کلانتر دومینگو: کلانتر محلی سامرویل و پدر لاکی.
- مارلون کزادی در نقش گردن‌کلفت (Thickneck)[۵]
- سیدنی مای دیاز در نقش سویز
- تریسی لتس در نقش جک: صندوقدار فروشگاه رفاه
- جاش گد در نقش مونچر (صدا): یک اکسترموتروف شناور آزاد کلاس ۵، که رفتار غذایی اش همانندپروتئوباکتریا هالوموناس تیتانیکا است.[۱۰]
- جی. کی. سیمونز در نقش ایوو شاندور: رهبر فرقه گوزر. شاندور قبلاً در اولین فیلم ذکر شده بود و در شکارچیان روح: بازی ویدئویی ظاهر شد.
- اولیویا وایلد[۱۱] به عنوان گوزر گوزری: موجودی باستانی با منشأ ناشناخته که توسط هیتی‌ها، بین‌النهرین، سومری‌ها و فرقه‌های گوزری به عنوان یک خدا پرستش می‌شد و قبلاً توسط شکارچیان روح در طول کراس‌ریپ منهتن در سال ۸۴ شکست خورده بود. شهره آغداشلو صدای گوزر را ارائه می‌دهد، در حالی که اما پورتنر در نقش فرم پویانمایی روحی گوزر بازی می‌کند.

هارولد ریمیس پس از مرگ در نقش دکتر اگون اسپنگلر از طریق کلیپ‌های آرشیوی و عکس‌های گرفته شده از دو فیلم اصلی ظاهر می‌شود. شباهت رامیس نیز در این فیلم استفاده شده‌است و باب گانتون و ایوان رایتمن به عنوان بدل ایفایدر نقش ایفا می‌کنند.